# 3月8日革命
3月8日革命（アラビア語: ثورة الثامن من آذار）は、1963年シリアクーデター、1963年3月革命、バアス革命とも呼ばれるシリアで起きたクーデターである。アラブ社会主義復興党（バアス党）シリア地域指導部は軍事委員会の働きで権力奪取に成功した。計画実行は、イラクのバアス党のクーデターの成功に触発されたものであった。
クーデターはバアス党の文民ではなく、軍事委員会によって計画されていたが、党の指導者ミシェル・アフラクも計画に同意していた。計画した軍事委員会の主要メンバーは、ムハンマド・ウムラーン、サラーフ・ジャディード、ハーフィズ・アル＝アサドだった。委員会はナセル主義者のラシード ・アル＝キターニーとムハンマド・アル＝スーフィー、独立勢力のジアード・アル＝ハリーリーも召集した。クーデターはもともと 3月7日に計画されていたが、謀議のために集まっていたところを政府当局に発見され、翌日に延期された。

## 計画
1962 年にアラブ社会主義バアス党シリア地域指導部の軍事委員会は、従来型の軍事クーデターを通じて政権奪取する計画に大半の時間を費やした。軍事委員会は、アル＝キスワとカタナーの2箇所の軍の駐屯地を占拠し、アル＝キスワの第70機甲旅団、ホムスの陸軍士官学校、ダマスカスのラジオ局を抑えることを決めた。軍事委員会はすべて若いメンバーであるのに対し、当時の政権は徐々に崩壊し、伝統的なエリートは政治的影響力を失っていた。
クーデターを成功させるために、軍事委員会は将校のサポートを得る必要があった。1961年のアラブ連合共和国(UAR) の崩壊によって、将校達は完全な混乱に陥り、反政府活動への端緒を開いた。その時点で、将校たちは5つの異なる派閥に分かれていた。旧体制を支持するダマスカス派、アクラム・アル＝ホーラーニー支持派、ナセル主義者派、バアス党派と無所属グループがあった。ダマスカス派はナーズィム・アル＝クドゥシー政権を支持していたことから軍事委員会の敵であり、一方でホーラーニー派は汎アラブ主義に対する立場のため、ライバルと考えられていた。結局、バアス党派はナセル主義派と同盟を組むことになった。しかし、ナセル主義派はエジプトのガマール・アブドゥル＝ナーセル大統領を支持しており、アラブ連合共和国の再建も目指していた。
軍事委員会はナセル主義者との同盟によって、軍情報部長官のキターニー大佐とホムス旅団司令官のスーフィー大佐に秘密裏に接触した。また、下級将校グループに対し、無所属派の大物で対イスラエル前線司令官のハリーリーを取り込むように命じた。この計画は成功し、ハリーリーに「もし我々が勝てば参謀長になれるし、失敗した場合は、あなたは関係を否認することができる。」と約束した。ハーリド･アル＝アズム首相がハリーリーの降格を計画していたこともあり、ハリーリーは軍事委員会を支援した。
クーデター計画されている一方で、民間人のバアス主義者は軍事委員会とそのメンバーに眉をひそめていた。軍とバアス党の同盟の理由は、当初は党を抑圧から保護するためであった。しかし、軍事委員会はアフラクが率いる文民の指導部を好意的に見ていなかった。アラブ連合共和国時代にバアス党を解党したのが、アフラクだったからである。しかし、アフラクは権力掌握のために軍事委員会が必要であり、支持基盤のない軍事委員会も権力維持にアフラクを必要としていた。1962年5月8日に第 回バアス党の党大会が開催され、党の再建とアフラクの民族指導部事務総長の続投が決定した。軍事委員会の主要メンバーであったウムラーンも代議員として出席し、アフラクに軍事委員会の計画を伝えた。アフラクはクーデターに同意したが、クーデター後の権力分与については、何の取り決めもなされなかった。
1963年2月、バアス党イラク地域指導部がイラクにおいて、アブドルカリーム・カーシム政権を打倒した(ラマダーン革命)。バアス党イラク地域指導部は、軍人に加え、中産階級の市民の支持を得ていた。それまで、アラブ・ナショナリズム運動において、ナセル主義者は独占的な勢力を持っていたが、イラクでのクーデターの成功で、バアス党も侮れない勢力であるとの認識が広まった。一方、シリア地域指導部においては、中流階級の市民の支持は得られていなかった。アフラクは、シリアにおいては支持が不十分だと警告していたが、その認識は共有されなかった。シリアのバアス党軍事委員会はクーデターを1963年3月7日に決行することを計画していた。しかし、軍情報部がクーデター参加者の集まる予定だったアパートを急襲した。アサドは3月8日に変更になったことを他の部隊に伝える役目を担った。

## クーデターの推移
1963年3月7日夜から8日にかけて、クーデター派の戦車や部隊がダマスカスを移動し始めた。ハリーリーはイスラエル前線より旅団を率いてきて、一方バアス党員はスワイダーに駐在する第2旅団を統率下に置いた。両翼包囲によって、アル＝キスワ駐在の第70機甲旅団のアブドゥル・カリーム司令官はクーデター派に降伏し、ウムラーンが第70機甲旅団臨時司令官となった。潜在的な敵であったダマスカス南西のカタナー駐在の部隊は介入してこなかった。ウィダード・バシールがダマスカス地域の通信を統制していたことが原因であると思われる。アル＝キスワでの勝利とカタナーの中立に伴い、ハリーリーの部隊はダマスカスを進軍して市内の道路にバリケードを設置し、同時に中央郵便局などの主要施設を掌握した。党役員のサリーム・ハトゥーム大尉はラジオ局を抑えた。国防省は無血占拠され、ザフルッディーン司令官は逮捕された。クドゥシーとホーラーニーはすぐに拘束された。ジャディードは当日朝に市内に自転車で入り将校事務局を占拠し、後に牙城とした.。
アサドはドゥマイル空軍基地(ダマスカス北東40 キロ)を占拠するためにクーデター派の小さなグループを率いていた。空軍基地はクーデターに抵抗していた唯一の部隊であった。一部の航空機はクーデター派を空爆することを命じられていた。クーデター派の目標は、空爆を防ぐため、アサドがハリーリーの旅団の一部を率い、夜明け前に空軍基地を占拠することであった。第70 機甲旅団の降伏は予想よりも長くかかっていた。アサドの軍基地の近くに達したときは真っ昼間だった。アサドは、基地司令官に対し使者を送り、降伏しない場合は砲撃を開始すると伝えた。彼らは降伏を申し出た。
その後、クーデター派は陸軍本部に集まり、クーデター成功を祝った。クーデター自体はおおむね無血で多くの市民は無関心だった。コミュニケにより、軍事委員会メンバーの5人の軍への復帰がなされた。新しい政権の主要メンバーは、ウムラン、ジャディード、アサドとなった。政権交替の過程で820名が殺され、その後も20名が処刑されたと報告されている。

## クーデター後の動向
政権を奪取したクーデター派は、まず、バアス党員12名とナセル主義者・無所属派8名の計20名から構成される革命指導国民評議会(NCRC)を設置した。3 月9日には、バアス党創設者の一人であるサラーフッディーン・アル＝ビータールに、政府を形成し、NCRCの政策を実行するように要請した。その後、6名の文民がNCRCのメンバーに迎えられた。3名のバアス党員(アフラク、ビータール、マンスール・アル=アトラシュ）と3名のナセル主義者であった。しかし、権力のバランスは崩されず、将校がまだ国を掌握していた。この頃から、軍事委員会は他のNCRCメンバーの知らないところで、政策形成をするようになった。文民指導者はこれに気づき、アトラシュ「なぜ彼らは話さないのか？彼らに連絡将校を任命するよう提案しても良いだろうか？」と言った。その日から、ウムランが軍事委員会の計画について文民指導者側に多少は話すようになった。
初めは軍事委員会を攻撃する論争の兆候はなかった。その時点では、メンバーは豊かな国を作るという目標で互いに結びついていた。3月9日に、NCRCは ルーアイ・アル＝アタッシを刑務所から釈放し中将に昇進させ、最高司令官とNCRC議長に任命し、事実上の国家元首とした。ハリーリーは参謀長に任命された。アタッシとハリーリーは有力なポストに就任させられたものの、彼らはNCRCを脅かすのに十分な影響力を保持していなかった。ナセル主義者も注目される役職を与えられた。スーフィーは国防大臣となり、キターニーは参謀次長となった。しかし、軍事委員会は委員を5 名増やし、バアス党の真の権力を掌握した。軍事委員会は、NCRCとの打ち合わせ前に政策決定を行ない、そうすることによって、真の権力者となった。
ウムランは最初にホムスの第5旅団司令官の地位を与えられたが、6 月に第70機甲旅団の指揮官に昇進させられた。ジャディードは、将校事務局長として、友人を要職に任命し、敵を追放し、さらに数名のバアス党員を要職に任命した。ホムスの陸軍士官学校はバアス党の支配下に置かれ、アサドの弟のリファアト・アル＝アサドを含む数百人のバアス党員に、司令官職を与える前の短期集中コースを受講させた。アサドは30代にしてシリア空軍の事実上のトップになった。軍事委員会は、メンバーがあまりにも若く、市民に真の指導者とみなされないのではないかと考え、内務大臣にはアミーン・アル＝ハーフィズ大佐を任命した。

### ナセル主義者によるクーデターの失敗
4月17日、シリア、イラク、エジプトの政府は、エジプトのナセル大統領主導で、3カ国から成る連邦の樹立のための基本合意を締結した。しかし、 その後、 バアス党優位の軍事委員会は、軍から50人以上のナセル主義者の将校を追放し、事実上、合意を破棄した。 この措置は、エジプトによる大規模なプロパガンダと、アレッポ、ダマスカス、ハマーその他の都市における合意支持派の暴動につながった。ナセル主義者は、粛清にあったにもかかわらず、軍の内部で未だに強い勢力を維持していた。7 月 18 日、ジャーシム・アルワーンの指導とエジプトの情報機関の支援のもと、新政府に対してクーデターを起こした。ハーフィズが個人的に守る軍司令部と放送局が攻撃され、続いて起きた戦闘で、居合わせた市民数名を含む数百名が死亡した。
ナセル主義者のクーデターは失敗し、参加した将校27名が逮捕され、処刑された。シリアでは失敗したクーデターの参加者を、通常は、亡命、懲役または外交官の職に割り当てる等で処罰するので、処刑は稀な対処法だった。エジプトとの関係は酷く悪化し、ナセル大統領は、バアス党を「ファシスト」や「殺人者」などと非難し、4月17日の統合合意からのエジプトの離脱を公式に発表した。アルワーンは約1年間投獄されたが、ナセルとイラク大統領のアブドッサラーム・アーリフによるロビー活動で釈放された。

## 参照
1. ↑  Seale 1990, p. 73.
2. ↑  Seale 1990, pp. 73–74.
3. 1 2  Seale 1990, p. 74.
4. 1 2  Seale 1990, p. 75.
5. 1 2  Seale 1990, p. 76.
6. 1 2 3  Seale 1990, p. 77.
7. 1 2 3  Seale 1990, p. 78.
8. ↑  Hopwood 1988, p. 45.
9. ↑  Seale 1990, p. 500.
10. ↑  Seale 1990, p. 79.
11. ↑  Seale 1990, pp. 79–80.
12. 1 2  Seale 1990, p. 83.
13. 1 2  Mufti 1996, p. 157.
14. ↑  Moubayed 2006, p. 38.